# Jericho (condado de Chittenden, Vermont)
Jericho es una villa ubicada en el condado de Chittenden en el estado estadounidense de Vermont. En el año 2010 tenía una población de 1.329 habitantes y una densidad poblacional de 359,19 personas por km².

## Geografía
Jericho se encuentra ubicado en las coordenadas 44°30′7″N 72°59′12″O / 44.50194, -72.98667.

## Demografía
Según la Oficina del Censo en 2000 los ingresos medios por hogar en la localidad eran de $62,188 y los ingresos medios por familia eran $70,673. Los hombres tenían unos ingresos medios de $43,500 frente a los $30,833 para las mujeres. La renta per cápita para la localidad era de $24,692. Alrededor del 3% de la población estaban por debajo del umbral de pobreza.